# David Henríquez Mandiola
Pour les articles homonymes, voir David Henríquez et Henriquez.
David Henríquez Mandiola, né le 12 février 1999 à Antofagasta au Chili, est un footballeur chilien. Il joue au poste d'avant-centre avec au Deportes Santa Cruz (en), en prêt de l'Universidad Católica.

## Biographie

### Universidad Católica
Natif de Antofagasta au Chili, David Henríquez Mandiola est formé par l'Universidad Católica, l'un des clubs les plus importants du pays. Il joue son premier match en professionnel le 21 octobre 2017, lors d'une rencontre face au CD Huachipato. Il entre en jeu en cours de partie, et son équipe s'incline sur le score de trois buts à un. Il inscrit le premier but de sa carrière professionnelle le 10 décembre de la même année, contre le CD Antofagasta. Ce jour-là, il participe à la victoire de son équipe qui, menée par deux buts à zéro à la pause, revient au score pour finalement remporter le match par quatre buts à deux, Henríquez Mandiola étant celui qui redonne espoir à son équipe, en marquant le premier but des siens.
Il glane son premier titre en étant sacré champion du Chili en 2018 avec l'Universidad Católica.
En 2020 il est prêté à l'AC Barnechea et l'année suivante au Deportes Santa Cruz (en), en deuxième division.

## Palmarès
Universidad Católica
- Champion du Chili en 2018 et 2019